# Сухоруков, Василий Яковлевич
Василий Яковлевич Сухоруков (26 октября 1923, Тамбовская губерния — 23 марта 1974, Тамбовская область) — участник Великой Отечественной войны, артиллерист, наводчик 120-миллиметрового миномёта 20-го гвардейского воздушно-десантного стрелкового полка, гвардии ефрейтор (на момент представления к награждению орденом Славы 1-й степени).

## Биография
Родился 26 октября 1923 года в селе Чащино (ныне — Мучкапского района Тамбовской области). Окончил 7 классов, в 1940 году — автошколу в Москве. Работал шофёром в г. Омске.
В Красной Армии с ноября 1942 года. На фронте в Великую Отечественную войну с февраля 1943 года. Воевал на Воронежском, Степном, 2-м Украинском фронтах. Участвовал в Курской битве, Белгородско-Харьковской, Кировоградской, Корсунь-Шевченковской, Уманско-Ботошанской и Ясско-Кишинёвской операциях.
Наводчик 120-миллиметрового миномёта 20-го гвардейского воздушно-десантного стрелкового полка гвардии красноармеец Сухоруков в составе расчёта в августе 1944 года в боях на подступах к городу Тыргу-Фрумос точным огнём накрыл вражескую пушку, три миномёта, несколько пулемётных точек, пункт с боеприпасами, истребил до взвода пехоты противника. Приказом командира 6-й гвардейской воздушно-десантной дивизии от 29 сентября 1944 года за мужество, проявленное в боях с врагом, гвардии красноармеец Сухоруков награждён орденом Славы 3-й степени.
В октябре 1944 года 7-я гвардейская армия в ходе Дебреценской операции вышла на границу Венгрии, затем участвовала в Будапештской операции, в которой вновь отличился гвардии ефрейтор Сухоруков. Вместе с миномётчиками батареи за период с 22 ноября по 5 декабря 1944 года при прорыве обороны противника юго-восточнее населённого пункта Киш-Картали он подавил огонь вражеской батареи, уничтожил четыре огневые точки, вывел из строя много живой силы. Приказом по 7-й гвардейской армии от 10 марта 1945 года награждён орденом Славы 2-й степени.
25 марта 1945 года во время боёв на братиславском направлении Сухоруков с бойцами на берегу реки Грон в районе населённого пункта Тура, поддерживая наступление стрелковых подразделений, уничтожил четыре пулемёта, миномётную батарею, орудие и свыше отделения пехоты. 7 апреля 1945 года при форсировании реки Морава, 11 километров западнее города Малацки, огнём из миномёта прикрывал переправу основных сил.
Указом Президиума Верховного Совета СССР от 15 мая 1946 года за мужество, отвагу и героизм, проявленные в борьбе с захватчиками, гвардии ефрейтор Сухоруков Василий Яковлевич награждён орденом Славы 1-й степени.
В 1947 году демобилизован. Вернулся в родное село. Работал шофёром в колхозе «Ленинское знамя». Член КПСС с 1957 года.
Трагически погиб 23 марта 1974 года во время половодья.

## Награды
- Медаль «За боевые заслуги» (28.9.1943)[1]
- орден Славы 1-й, 2-й и 3-й степеней.

## Память
На здании школы в селе Чащино установлена мемориальная доска.